# Bruno Hildebrand
Bruno Hildebrand, född 6 mars 1812 i Naumburg an der Saale, död 29 januari 1878 i Jena, var en tysk statistiker; far till Adolf von Hildebrand.
Hildebrand studerade juridik och blev 1841 professor i Marburg. Han var 1846–48 suspenderad för majestätsförbrytelse. År 1848 utsågs han till Marburgs representant i tyska nationalförsamlingen och var 1849–50 ledamot av kurhessiska lantdagen, vilken han genom sin kraftiga opposition emot ministern Ludwig Hassenpflug förmådde till anslagsvägran. På grund av sitt misshagliga uppträdande förlorade han professuren i Marburg, men verkade i stället (1851-56) som lärare vid högskolan i Zürich. Han kallades till Bern, där han 1856 grundade den första statistiska byrån i Schweiz.
År 1861 utnämndes han till professor i statsvetenskap i Jena och direktor för de thüringska staternas statistiska byrå, som han själv grundat. År 1863 började han utge "Jahrbücher für Nationalökonomie und Statistik" (1872-77, tillsammans med Johannes Conrad) samt utgav 1867–71 ämbetsberättelserna "Statistik Thüringens". Bland hans övriga skrifter märks det betydelsefulla arbetet Die Nationalökonomie der Gegenwart und Zukunft (1848) och statistiska verk över Hessen, Thüringen och kantonen Bern.